# 西山サッカー競技場

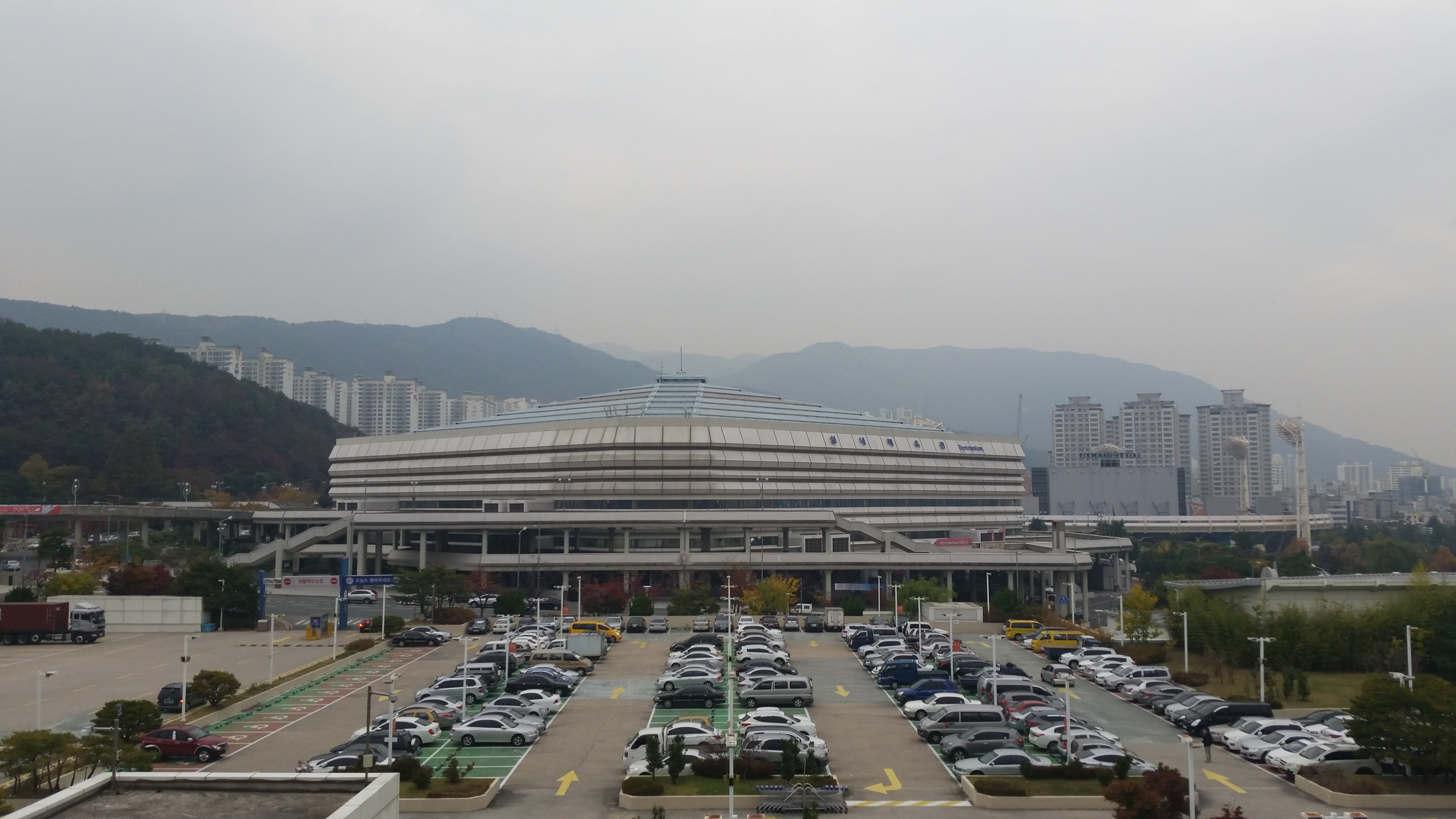
西山サッカー競技場

西山サッカー競技場（ソサンサッカーきょうぎじょう）は、朝鮮民主主義人民共和国（北朝鮮）の平壌市にあるサッカー場。約25000名収容。2011年にFIFAの支援で改修された。